# ヴァルミエラFC
ヴァルミエラFC (Valmiera Football Club) は、ラトビアのヴァルミエラをホームタウンとするサッカークラブである。

## 歴史
1996年にヴァルミエラスFK (Valmieras futbola klubs) として創設。1.リーガで2位の成績を残し、1997年から2003年までヴィルスリーガに所属した。
2015年に1.リーガでカランバ/ディナモに次ぐ2位になり、ヴィルスリーガで7位のメッタ/LUとの入れ替え戦に出場したが、1-3、2-6で敗れた。2016年1月にヴィルスリーガのスコントにライセンスが付与されないことが発表されたが、ヴァルミエラ・グラスFK/BSSがヴィルスリーガのライセンス申請を辞退したため、代わりにRFSにライセンスが付与され、ヴィルスリーガに昇格した。
2016年、ヴァルミエラスFKはガラス製品メーカーのValmieras stikla šķiedraとヴィドゼメ応用科学大学がスポンサーを務めるバスケットボールクラブの Vidzemes Augstskola/Valmiera Glassと合併。 "SO Valmiera Glass/Vidzemes Augstskola"、別名ヴァルミエラ・グラスViA（Valmiera Glass ViA） が誕生した。
2017年に1.リーガで優勝して2003年以来となるヴィルスリーガに昇格した。
2019年にヴィルスリーガで優勝したリガFC、2位のRFS、3位のFKヴェンツピルスに次ぐ4位になり、UEFAヨーロッパリーグ出場権を獲得した。
2020年2月、クラブ名を「ヴァルミエラ・グラスViA」から「ヴァルミエラFC」に改名した。

## 獲得タイトル

### 国内タイトル
- ヴィルスリーガ：1回
  - 2022
- ラトビヤス・ピルマー・リーガ：1回
  - 2017

### 国際タイトル
- なし

## 過去の成績
| シーズン | ディビジョン   | ディビジョン | ディビジョン | ディビジョン | ディビジョン | ディビジョン | ディビジョン | ディビジョン | ディビジョン | ラトビヤス・カウス |
| シーズン | リーグ         | 試           | 勝           | 分           | 敗           | 得           | 失           | 点           | 順位         | ラトビヤス・カウス |
| -------- | -------------- | ------------ | ------------ | ------------ | ------------ | ------------ | ------------ | ------------ | ------------ | ------------------ |
| 2018     | ヴィルスリーガ | 28           | 2            | 2            | 24           | 22           | 92           | 8            | 8位          | 準々決勝敗退       |
| 2019     | ヴィルスリーガ | 32           | 12           | 10           | 10           | 37           | 34           | 46           | 4位          | 4回戦敗退          |
| 2020     | ヴィルスリーガ | 27           | 13           | 8            | 6            | 47           | 33           | 47           | 3位          | 準決勝敗退         |
| 2021     | ヴィルスリーガ | 28           | 19           | 5            | 4            | 54           | 19           | 62           | 2位          | 準決勝敗退         |
| 2022     | ヴィルスリーガ | 36           | 26           | 7            | 3            | 101          | 25           | 85           | 1位          | 準々決勝敗退       |
| 2023     | ヴィルスリーガ |              |              |              |              |              |              |              | 位           |                    |

## 欧州の成績
| シーズン | 大会                               | ラウンド  | 対戦相手       | ホーム | アウェー | 合計 |  |
| -------- | ---------------------------------- | --------- | -------------- | ------ | -------- | ---- |  |
| 2020-21  | UEFAヨーロッパリーグ               | 予選1回戦 | レフ・ポズナン | N/A    | 0-3      | N/A  |  |
| 2021-22  | UEFAヨーロッパカンファレンスリーグ | 予選1回戦 | スードゥヴァ   | 0-0    | 1-2      | 1-2  |  |
| 2022-23  | UEFAヨーロッパカンファレンスリーグ | 予選2回戦 | シュケンディヤ | 1-2    | 1-3      | 2-5  |  |
| 2023-24  | UEFAチャンピオンズリーグ           | 予選1回戦 | 不明の旗       |        |          |      |  |

## 歴代所属選手

### GK
- クリスタプス・ゾンメルス 2019

### DF
- ジョイスキム・ダワ・チャコンテ 2020-2021
- 中村龍雅 2021-2022

### MF
- 中村駿介 2019
- 横田大祐 2021-2022
- 村田聖樹 2021-
- デューク・カルロス 2024

### FW
- トル・アロコダレ 2019-2023
- ライモンズ・クローリス（英語版） 2021-2022